# راشد الدوسري (لاعب كرة قدم كويتي)
راشد الدوسري لاعب كرة قدم كويتي يشغّل مركز الظهير الأيمن، ويُدافع عن ألوان نادي القادسية في الدوري الكويتي الممتاز.

## المسيرة الرياضية
انضم راشد إلى صفوف نادي القادسية مما مكّنه من إثبات نفسه كلاعب أساسي في مركز الظهير الأيمن. وقد نال مؤخّرًا لقب "أفضل لاعب" في الجولة الثانية من الدوري الممتاز حسب تغطية رسمية.